# Ritz Club
O Ritz Clube é uma casa de espectáculos na Rua da Glória (Praça da Alegria), em Lisboa. Depois de 12 anos encerrado, reabriu finalmente a 16 de Maio de 2012, renovado e com novos proprietários.
Inaugurado em pleno Estado Novo (Portugal) como cabaret, tornou-se um local de referência da vida boémia da cidade. Era composto por duas salas: no andar superior o palco, pista de dança e um balcão; no inferior uma sala mais pequena.
Com o advento do 25 de Abril de 1974 a sala passa a estar ligada a ritmos e culturas mais diversificados. A música africana, o reggae, música de intervenção, bem a apresentação de novas bandas pop/rock.
Foi também palco de teatro, onde foram apresentadas peças como O Baile (adaptado à realidade portuguesa por Hélder Costa, com base no filme homónimo de Ettore Scola) em 1988, pela A Barraca.
No entanto, no ano 2000, o Ritz Clube foi encerrado por questões de segurança, e colocado à venda em 2009. 12 anos depois, a 16 de Maio de 2012, o Ritz Clube reingressou no roteiro da noite lisboeta, O espaço teve uma profunda obra de reconstrução com coordenação arquitectonica da arquiteta Maribel Sobreira, e projecto de Design dos interiores por Marco Sousa Santos e Design gráfico de Carlos Guerreiro . Para além dos bares principais e de apoio ao palco, onde se podem comer petiscos e beber coktails, o espaço tem ainda um restaurante.
Fechou definitivamente em Maio de 2013.

## Artistas que actuaram no Ritz Clube
- Tara Perdida
- Xutos & Pontapés
- Ena Pá 2000
- Irmãos Catita
- Peste & Sida
- Sérgio Godinho
- Vitorino Salomé
- Los Tomatos
- Maria Alice (Cantora de Cabo Verde)
- Funkoffandfly
- Cool Hipnoise
- Kussondulola
- Conde d'Aguilar